# Amerigo Ferri
Amerigo Ferri Pellegrini, conocido como Américo Ferri en Ecuador, (Canneto sull'Oglio, Italia, 25 de marzo de 1867-Quito, Ecuador, 12 de junio de 1940) fue un diplomático y empresario italiano. Ejerció las funciones de Cónsul de Italia en Quito en la década de 1920 y fue el propietario de la primera fábrica de pasta de esa ciudad.

## Biografía
Amerigo Ferri Pellegrini nació en el pueblo de Canneto sull'Oglio, provincia de Mantova, región Lombardía, el 25 de marzo de 1867. Sus padres fueron Carlo Ferri y Carolina Pellegrini, quienes eran primos entre sí. Sus abuelos paternos fueron Giuseppe Ferri y Margherita Guarnieri y sus abuelos maternos fueron Luigi Pellegrini y Caterina Guarnieri. Tenía un hermano llamado Luigi Colombo Ferri, nacido también en Canneto sull'Oglio el 5 de octubre de 1868; así como una media hermana llamada Olga Meneghelli, nacida el 25 de abril de 1883 en Milán e hija del segundo matrimonio de su madre con el ilustre caballero Leonida Meneghelli, oriundo de Riva del Garda, Trento.
En la década de 1870 su familia se trasladó a Milán, específicamente al histórico barrio Borgo degli Ortolani, hoy conocido como Zona Paolo Sarpi. Después de vivir algunos años en Milán durante su juventud, en una preciosa villa en Via Antonio Rosmini #2 y Via Luigi Canonico, cerca del Castillo Sforzesco, emigró a Ecuador alrededor de 1895 por motivo de sus actividades comerciales. En este país se lo conoció como Américo Ferri. 
Se casó en Guayaquil en 1898 con Elvira Faggioni, una de las hijas del famoso escultor toscano Augusto Faggioni, nacida el 20 de febrero de 1877 y quien residía en esta ciudad. Poasteriormente la familia Ferri Faggioni se trasladó a la ciudad de Quito. Tuvieron 12 hijos: Carola, Elisa, Maria, Mario, Matilde, Ugo, Victor, Carlos, Laura, Emma, Arístides y Arturo. Su hijo Carlos falleció en la infancia por un accidente en bicicleta en el Churo del Parque La Alameda. Trajo a Quito a su madre Carolina y a su medio hermana Olga, quien se casó con su cuñado Umberto Faggioni, otro de los hijos del maestro Augusto Faggioni.
Murió en Quito el 12 de junio de 1940, su cuerpo se encuentra sepultado en el Cementerio de San Diego.

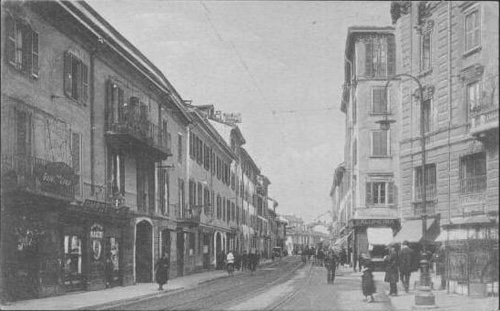
Borgo degli Ortolani, Milano

## Actividades diplomáticas
Durante los años veinte fue el Reggente Provinciale del Reale Consolato in Quito (Cónsul General en Quito), el cargo diplomático italiano más alto de la época en la capital del Ecuador. En estas épocas también se le confirió el grado de Cavaliere del Ordine della Corona d’Italia por el Rey Vittorio Emanuele III.
En el año 1922 tuvo un importante rol en la llegada de la Misión Militar Italiana, que aportó significativamente a la conformación de un ejército ecuatoriano cada vez más profesional y actualizado. Fruto de ello fue el nacimiento de la Escuela de Ingenieros Civiles y de la Academia de Guerra del Ejército, el 15 de abril de 1923. Entre los líderes de la misión se encontraba el general Pirzio Biroli, uno de los militares italianos más importantes (y posteriormente controversiales) de la Segunda Guerra Mundial.

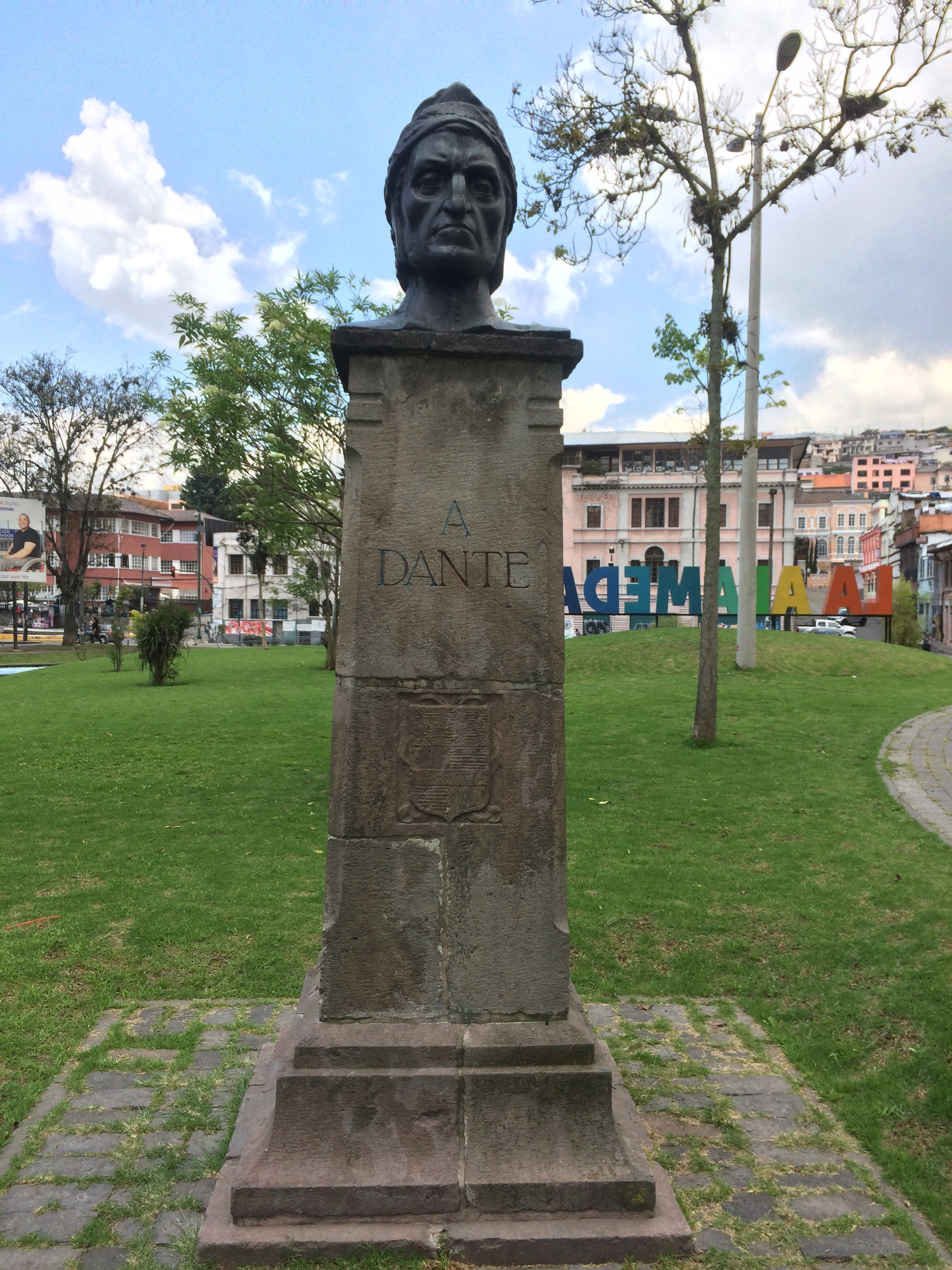
Busto de Dante de Luigi Casadio, donado por la comunidad italiana de Quito en 1922. Parque La Alameda (Quito).

Trabajo arduamente por el bienestar de la comunidad italiana en el Ecuador y su integración con la sociedad local. Un ejemplo de ello es la iniciativa y participación en la fabricación del Monumento a Dante Alighieri en el parque La Alameda. Esta obra fue inaugurada el 4 de noviembre de 1922. La obra fue un obsequio de la colonia italiana residente en Quito para conmemorar los 600 años de la muerte del afamado escritor Dante Alighieri, y para rendir homenaje a las cualidades de este político y poeta florentino. El busto de bronce fue realizado por el artista Luigi Casadio y la base por el arquitecto Antonino Russo, ambos de origen italiano pero residentes en Quito como parte del profesorado en la Escuela de Bellas Artes.
Otro acontecimiento importante para el país y la comunidad italiana de esa época fue el primer vuelo transandino de Guayaquil a Cuenca por parte del aviador italiano Elia Liut el 4 de noviembre de 1920. Tres semanas más tarde el pequeño aeroplano Telegrafo 1 aterrizaría en Quito. El domingo 28 de noviembre de 1920 sería un día muy especial para Quito, pues desde tempranas horas de la mañana la ciudadanía quiteña se aprestaba a recibir al primer avión que aterrizaría sobre la planicie de Iñaquito. Esa noche, importantes personalidades de la sociedad quiteña y la comunidad italiana festejaron el acontecimiento en la casa del caballero italiano Don Benito Boggiano. El diario El Comercio, en su edición del día siguiente redactaría en su portada: "El señor Américo Ferri, Cónsul de Italia en Quito, en apropiadas frases, brindó por el intrépido aviador italiano, y a nombre de todos sus compatriotas residentes aquí le obsequió con un artístico y valioso presente."

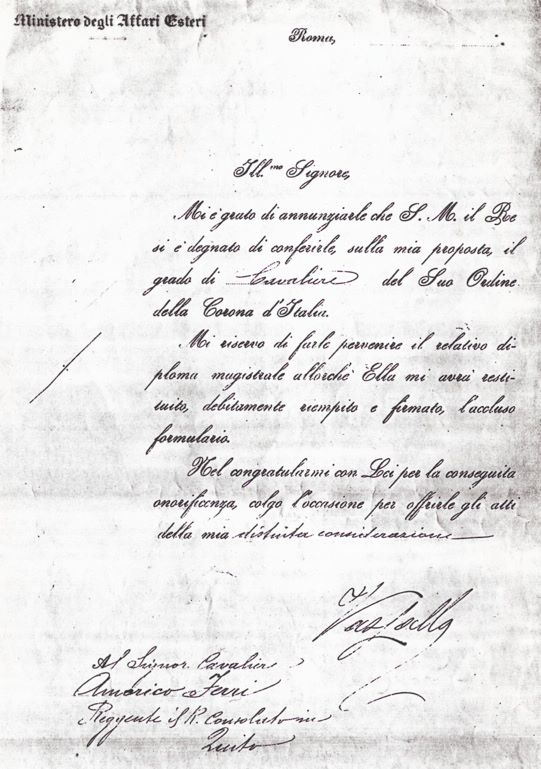

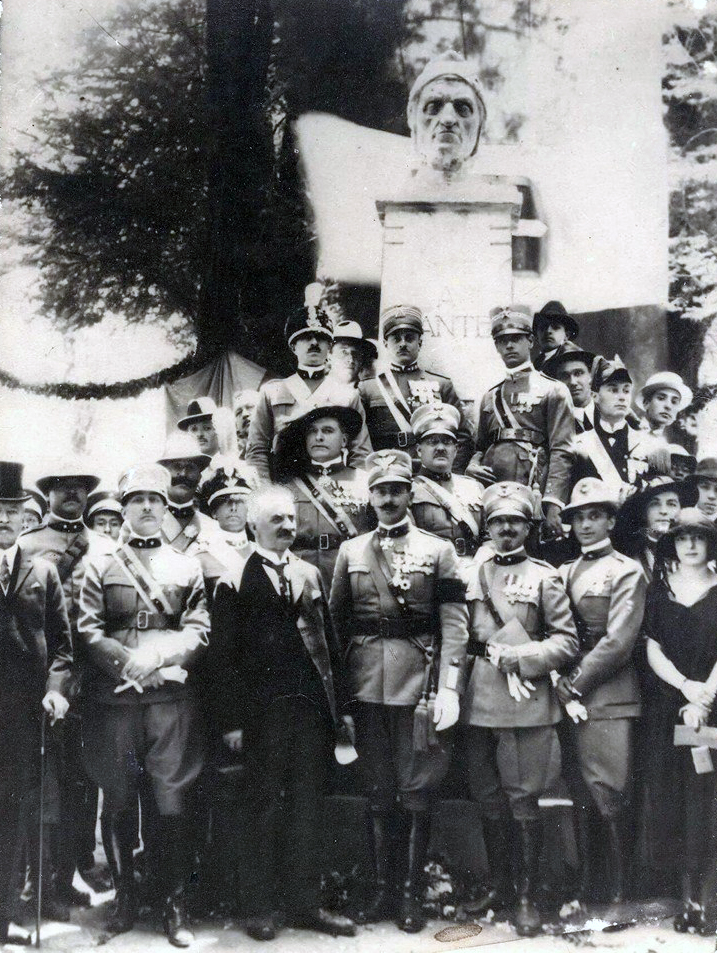
Inauguración del monumento a Dante, Quito - 1922

## Actividades empresariales
Américo Ferri tenía un espíritu emprendedor y la convicción de difundir la cultura italiana en el Ecuador. Esto le motivó a dedicarse a varias actividades comerciales e industriales. Fundó la primera fábrica de pasta en la capital, ubicada en el barrio San Sebastián, uno de los más antiguos de Quito. La fábrica de fideos Pastificio Quito estaba ubicada en la calle Loja entre Quijano y Borrero. Esta casa fue adquirida en los años 20 a Félix Acosta.  Ahí trabajaba "don Eloy", quien hacía el reparto del producto en una carreta con llantas de madera. Luego, la fábrica se modernizó, y los dueños compraron un vehículo para el transporte del producto. El molino familiar se encontraba en Amaguaña, localidad cercana a Quito. La fábrica posteriormente también se dedicó a producir caramelos, confites, galletas, y paso a llamarse La Estrella ubicándose en la carrera Venezuela #80.  También fue propietario de una empresa importadora de vinos, maquinaria, tractores, camiones y automóviles italianos, con oficina en el centro de Quito, en la calle Rocafuerte #69. Por estas actividades, en 1909 recibió el premio Medalla de Oro en la famosa Exposición Nacional.

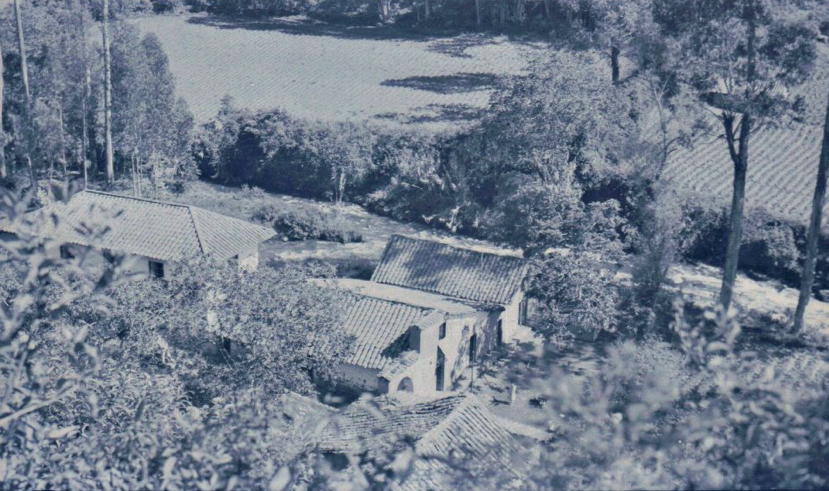
Molino Ferri, Amaguaña - Ecuador

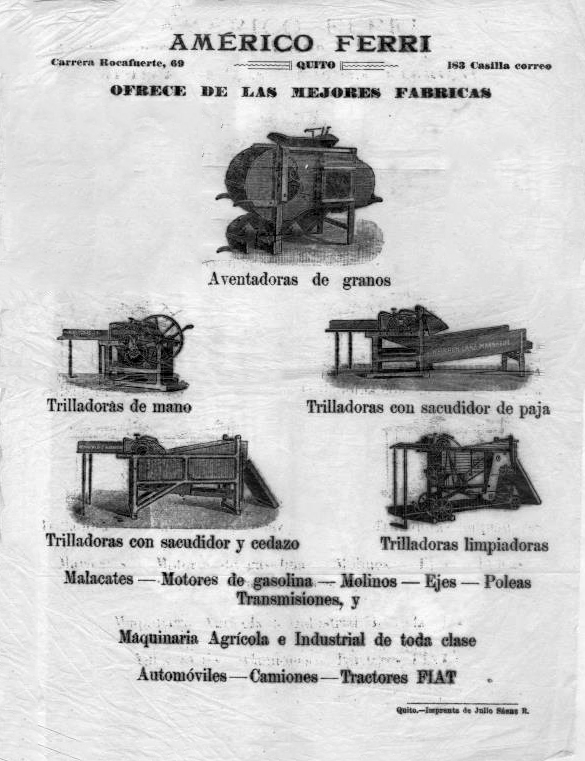
Publicidad A. FERRI, Quito

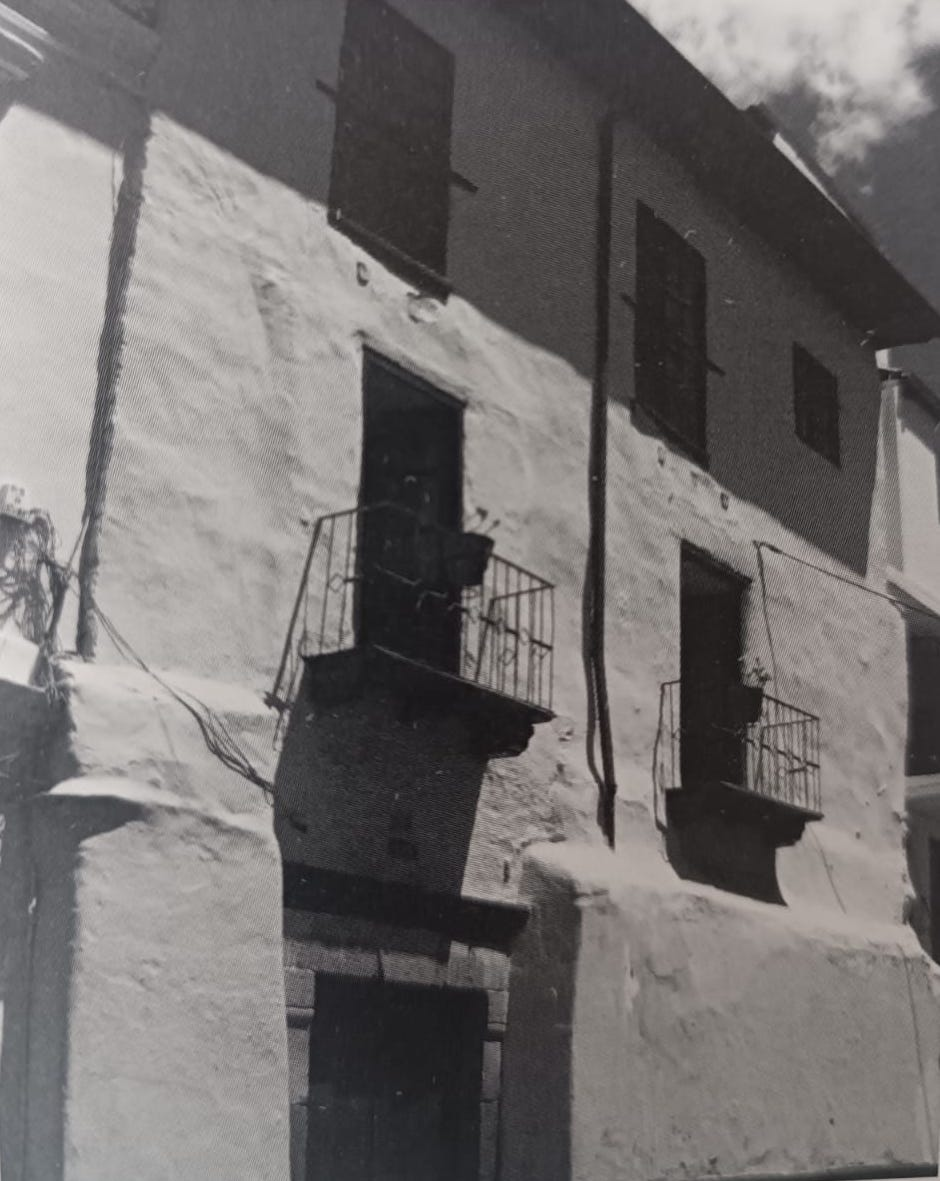
Pastificio Quito, calle Loja - Quito

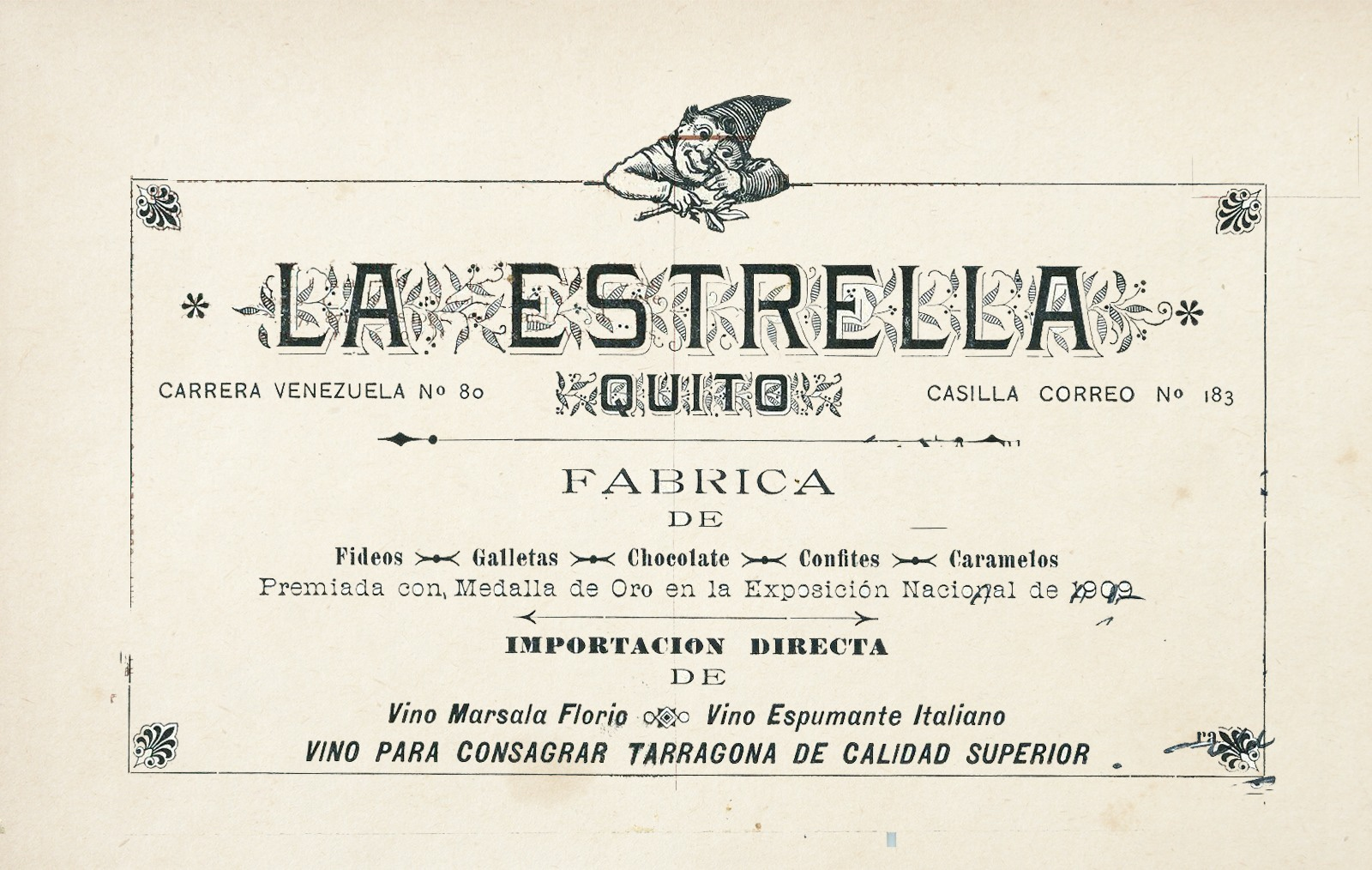
Publicidad LA ESTRELLA, Quito